# DigiKam
digiKam é um programa de computador desenvolvido para o ambiente KDE e que funciona na maioria dos sistemas Unix, como o Linux e o FreeBSD. Sua finalidade é organizar coleções de fotos digitais, através de pastas ou etiquetas. Possui algumas funções básicas de edição e uma interface própria para programas de terceiros, dentre os quais os mais conhecidos são os que permitem criar VCDs, DVDs ou CD-ROMs auto-executáveis a partir dos álbuns de fotos.

## Uso
Para baixar fotos de sua câmera digital, basta conectá-la à porta USB do seu computador, abrir o digiKam, clicar no menu Câmera, Adicionar câmera, e depois em Auto-detectar. Se sua câmera for suportada, será exibida uma mensagem, dizendo que sua câmera foi detectada e foi adicionada à lista. Depois, abra o menu Câmera novamente e clique em cima do nome do modelo da sua câmera.
Em seguida aparecerá uma janela, listando todas as fotos armazenadas na memória da sua câmera. Selecione as fotos que você quer baixar, clique no botão Transferir, e depois em Transferir selecionadas. Escolha um álbum ou crie um novo álbum onde suas fotos vão ser guardadas e clique em OK.
Se você possui fotos digitais armazenadas em outra pasta do HD, clique no menu Álbum, e em seguida em Importar, e depois clique em Adicionar imagens ou Importar pastas, dependendo do que você quiser fazer.
Selecione as imagens ou a pasta desejada e clique em OK. O digiKam vai copiar as fotos selecionadas para a pasta /home/usuario/Pictures.
O Linux Educacional já apresenta este programa instalado.